# Cratera vulcânica

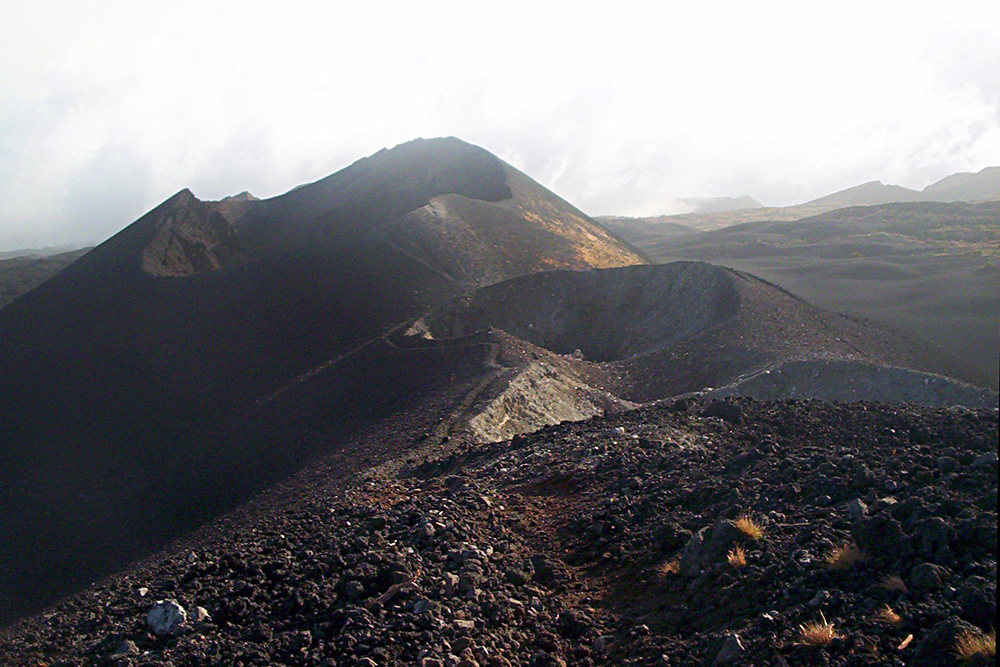
Crateras no monte Camarões, Camarões.

A cratera vulcânica é a parte mais visível de um vulcão. Basicamente, é uma ruptura da superfície por onde o magma sob alta pressão chega a atmosfera. Uma cratera pode ter grandes dimensões e ser muito profunda.

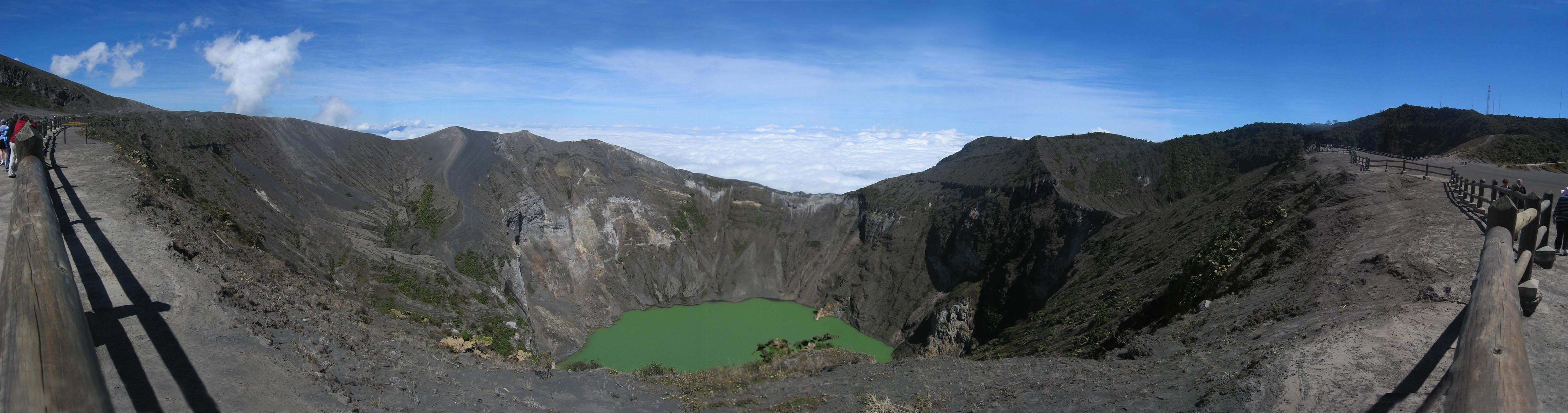
Vulcão Irazú, Costa Rica.

Muitos vulcões consistem em uma cratera isolada, e na maioria dos casos esta se situa no topo de uma montanha.
Um vulcão pode ter mais de uma cratera.